# 台江国家公園

台江国家公園の位置

台江国家公園（たいこうこっかこうえん）は、台湾の国家公園。2009年12月28日に指定された。総面積は39,310ヘクタール。行政区画上は台南市に属している。園内にはクロツラヘラサギ保護区がある。

## 主な名所
- 七股潟湖（中国語版）
- 四草湿地（中国語版）